# هارون تکین (بازیکن فوتبال)
هارون تکین (ترکی استانبولی: Harun Tekin؛ زادهٔ ۱۷ ژوئن ۱۹۸۹) یک بازیکن فوتبال اهل ترکیه است.
از باشگاه‌هایی که در آن بازی کرده‌است می‌توان به بورسااسپور اشاره کرد.
وی همچنین در تیم ملی فوتبال ترکیه بازی کرده است.